# Bou Arada (délégation)
Bou Arada est une délégation tunisienne dépendant du gouvernorat de Siliana.
En 2004, elle compte 20 877 habitants dont 10 431 hommes et 10 446 femmes répartis dans 4 504 ménages et 4 703 logements.